# Fu:el
Fu:el var et dansk boyband bestående af Lars Thomsen, Theis Keller, Patrick Hellegård, Tarik Bakir og Martin Bunk. De blev kendt som vinderne af tredje sæson af talentprogrammet Popstars i 2003, hvor formålet var at finde Danmarks nye boyband. Med en pladekontrakt på Medley Records udsendte de singlen "Please, Please", der gik ind som #1 på singlelisten. Herefter fulgte debutalbummet Next, Please, der kun solgte 5.000 eksemplarer. Musikmagasinet GAFFA gav albummet én ud af seks stjerner og skrev: "Musikken har ingen charme, ingen værdighed, ingen relevans."
Theis Keller har siden medvirket på Joey Moe-albummet Midnat (2012), bl.a. som sangskriver på singlen "Jeg falder for dig". Patrick Hellegård (nu Patrick Spiegelberg) har siden arbejdet som sanger, sangskriver, danser og koreograf.

## Diskografi

### Albums
- 2003 Next, Please

### Singler
- 2003 "Please Please" (#1 på Tracklisten)
- 2003 "Next Summer"